# Un poliziotto scomodo (film 1993)
Un poliziotto scomodo (Donato and Daughter) è un film per la televisione statunitense del 1993 diretto da Rod Holcomb. Il film è conosciuto in Italia anche con il titolo Di padre in figlia.
È un film poliziesco con Charles Bronson e Dana Delany nel ruolo di due poliziotti di Los Angeles, padre e figlia, intenti a catturare un serial killer. È basato sul romanzo del 1989 Donato and Daughter di Jack Early.

## Produzione
Il film, diretto da Rod Holcomb su una sceneggiatura di Robert Roy Pool con il soggetto di Jack Early (autore del romanzo), fu prodotto da Marian Brayton e Anne Carlucci per Multimedia Motion Pictures e ARD Degeto Film.

## Distribuzione
Il film fu trasmesso negli Stati Uniti il 21 settembre 1993 sulla rete televisiva CBS.
Alcune delle uscite internazionali sono state:
- in Germania il 24 giugno 1995 (Mord ist die Rache)
- in Brasile (A Próxima Vítima)
- in Ungheria (Donato és lánya)
- in Finlandia (Donato and Daughter)
- in Francia (Donato père et fille)
- in Portogallo (O Último Refém)
- in Australia (Relative Danger)
- nel Regno Unito (Under Threat)
- in Italia (Un poliziotto scomodo o Di padre in figlia)